# Brynhild Fossae
Le Brynhild Fossae sono una struttura geologica della superficie di Venere.